# Золотий м'яч 1964
«Золотий м'яч 1964»

22 грудня 1964
Найкращий футболіст Європи: 
 Деніс Лоу
 (вперше)

← 1963 * Золотий м'яч * 1965 →
Золотий м'яч 1964 року — 9-те щорічне вручення нагороди найкращому футболісту Європи, за підсумками опитування від журналу «Франс Футбол».

## Процедура голосування
Участь у голосуванні за визначення найкращого футболіста в Європі взяли представники 21 футбольної асоціації УЄФА, зокрема: Австрії, Англії, Бельгії, Болгарії, Греції, Данії, Іспанії, Італії, Люксембурга,Нідерландів, Польщі, Португалії, СРСР, Туреччини, Угорщини, Франції, ФРН, Чехословаччини, Швейцарії, Швеції та Югославії.
Кожен із членів журі обирав п'ятьох футболістів, які, на його думку, є найкращими гравцями Європи. За перше місце нараховували 5 очок, за друге — чотири, за третє — три, за четверте — два, за п'яте — одне очко. Максимально переможець міг отримати 105 очок.
Результати голосування були опубліковані 22 грудня 1964 року в журналі France Football (№ 980).

## Підсумки голосування
Володарем нагороди став 24-річний шотландський нападник клубу «Манчестер Юнайтед» Деніс Лоу.
| Місце | Гравець               | Клуб              | Країна     | Очки | %      | Місця | Місця | Місця | Місця | Місця | К-ть голосів |
| Місце | Гравець               | Клуб              | Країна     | Очки | %      | 1-ше  | 2-ге  | 3-тє  | 4-те  | 5-те  | К-ть голосів |
| ----- | --------------------- | ----------------- | ---------- | ---- | ------ | ----- | ----- | ----- | ----- | ----- | ------------ |
| 1     | Деніс Лоу             | Манчестер Юнайтед | Шотландія  | 61   | 58,1 % | 6     | 6     | 2     |       | 1     | 15           |
| 2     | Луїс Суарес           | Інтернаціонале    | Іспанія    | 43   | 41 %   | 6     | 1     | 1     | 3     |       | 11           |
| 3     | Амансіо               | Реал Мадрид       | Іспанія    | 38   | 36,2 % | 2     | 1     | 6     | 2     | 2     | 13           |
|       |                       |                   |            |      |        |       |       |       |       |       |              |
| 4     | Еусебіу               | Бенфіка           | Португалія | 31   | 29,5 % |       | 5     | 2     | 2     | 1     | 10           |
| 5     | Поль ван Гімст        | Андерлехт         | Бельгія    | 28   | 26,7 % | 1     | 2     | 4     | 1     | 1     | 9            |
| 6     | Джиммі Грівз          | Тоттенгем Готспур | Англія     | 19   | 18,1 % | 2     | 1     | 1     | 1     |       | 5            |
| 7     | Маріо Корсо           | Інтернаціонале    | Італія     | 17   | 16,2 % |       | 3     | 1     | 1     |       | 5            |
| 8     | Лев Яшин              | Динамо (Москва)   | СРСР       | 15   | 14,3 % | 1     | 2     |       | 1     |       | 4            |
| 9     | Джанні Рівера         | Мілан             | Італія     | 14   | 13,3 % | 1     |       | 2     | 1     | 1     | 5            |
| 10    | Валерій Воронін       | Торпедо (Москва)  | СРСР       | 11   | 10,5 % | 1     |       | 1     | 1     | 1     | 4            |
|       |                       |                   |            |      |        |       |       |       |       |       |              |
| 11    | Карл-Гайнц Шнеллінгер | Мантова Рома      | Німеччина  | 6    | 5,7 %  |       |       |       | 3     |       | 3            |
| 11    | Ференц Бене           | Уйпешт            | Угорщина   | 6    | 5,7 %  |       |       |       | 1     | 4     | 5            |
| 13    | Жан Ніколе            | Стандард          | Бельгія    | 5    | 4,8 %  | 1     |       |       |       |       | 1            |
| 14    | Гельмут Галлер        | Болонья           | Німеччина  | 4    | 3,8 %  |       |       | 1     |       | 1     | 2            |
| 15    | Жозе Торріш           | Бенфіка           | Португалія | 3    | 2,9 %  |       |       |       | 1     | 1     | 2            |
| 16    | Флоріан Альберт       | Ференцварош       | Угорщина   | 2    | 1,9 %  |       |       |       | 1     |       | 1            |
| 16    | Жозе Алтафіні         | Мілан             | Італія     | 2    | 1,9 %  |       |       |       | 1     |       | 1            |
| 16    | Кун Мулейн            | Феєнорд           | Нідерланди | 2    | 1,9 %  |       |       |       | 1     |       | 1            |
| 19    | Нестор Комбен         | Ліон Ювентус      | Франція    | 1    | 0,9 %  |       |       |       |       | 1     | 1            |
| 19    | Джачінто Факкетті     | Інтернаціонале    | Італія     | 1    | 0,9 %  |       |       |       |       | 1     | 1            |
| 19    | Оле Мадсен            | ХІК               | Данія      | 1    | 0,9 %  |       |       |       |       | 1     | 1            |
| 19    | Сандро Маццола        | Інтернаціонале    | Італія     | 1    | 0,9 %  |       |       |       |       | 1     | 1            |
| 19    | Боббі Мур             | Вест Гем Юнайтед  | Англія     | 1    | 0,9 %  |       |       |       |       | 1     | 1            |
| 19    | Жеф Журіон            | Андерлехт         | Бельгія    | 1    | 0,9 %  |       |       |       |       | 1     | 1            |
| 19    | Омар Сіворі           | Ювентус           | Італія     | 1    | 0,9 %  |       |       |       |       | 1     | 1            |
| 19    | Клаус Урбанчик        | Галлешер          | НДР        | 1    | 0,9 %  |       |       |       |       | 1     | 1            |

## Цікаві факти
- Розподіл по амплуа серед 26 футболістів згаданих в анкетах наступний: 1 воротар, 3 захисники, 7 півзахисників та 15 нападників.[1]
- 26 гравців згаданих в анкетах представляли 13 країн, з них найбільше було від Італії — 6 гравців, від Бельгії — 3, ще 6 країн представляли по 2 гравці.
- Вперше лауреатом трофею став представник Шотландії. Лідером за цим показником залишається Іспанія — 3 трофеї (Луїс Суарес та двічі Альфредо Ді Стефано).
- За історію вручення нагороди Золотий м'яч Деніс Лоу залишається єдиним шотландським володарем трофею.
- Цікаво, що шотландці не брали участі в опитуванні респондентами. Загалом представники ЗМІ Шотландії лише одного разу брали участь в опитуванні у рік дебюту врученні нагороди — в 1956-му.
- Вдруге переможцем опитування став представник чемпіонату Англії. Лідером за цим показником залишається іспанський чемпіонат — 4 трофеї.
- Серед згаданих в анкетах гравців найбільше було представників «Інтернаціонале» — 4, по 2 гравці представляли «Бенфіку», «Мілан», «Ювентус» та «Андерлехт».